# Districtul Mai Kaen
Mai Kaen (în thailandeză ไม้แก่น) este un district (Amphoe) din provincia Pattani, Thailanda, cu o populație de 11.269 de locuitori și o suprafață de 55,201 km².

## Componență
Districtul este subdivizat în 4 subdistricte (tambon), care sunt subdivizate în 17 de sate (muban).
| Nr. | Nume            | În thailandeză | Sate | Locuitori |  |
| --- | --------------- | -------------- | ---- | --------- |  |
| 1.  | Sai Thong       | ไทรทอง         | 5    | 4,369     |  |
| 2.  | Mai Kaen        | ไม้แก่น          | 4    | 1,822     |  |
| 3.  | Talo Krai Thong | ตะโละไกรทอง    | 4    | 2,331     |  |
| 4.  | Don Sai         | ดอนทราย        | 4    | 2,747     |  |